# Arnold Kegel
Arnold Henry Kegel (pronunciado en inglés /ˈkeɪɡəl/; Lansing, febrero de 1894-1 de marzo de 1972) fue un ginecólogo estadounidense que inventó el perineómetro Kegel (utilizado para medir la presión del aire vaginal) y los ejercicios de Kegel (constan de apretar los músculos del suelo pélvico, utilizados para tratar la incontinencia urinaria).
Fue profesor asistente de ginecología en la Escuela de Medicina Keck de USC.